# 1049 Gotho
1049 Gotho је астероид главног астероидног појаса са пречником од приближно 50,69 .
Афел астероида је на удаљености од 3,504 астрономских јединица (АЈ) од Сунца, а перихел на 2,693 АЈ.
Ексцентрицитет орбите износи 0,130, инклинација (нагиб) орбите у односу на раван еклиптике 15,078 степени, а орбитални период износи 1992,365 дана (5,454 година).
Апсолутна магнитуда астероида је 12,00 а геометријски албедо 0,010.
Астероид је откривен 14. септембра 1925. године.